# Eurytoma carpini
Eurytoma carpini is een vliesvleugelig insect uit de familie Eurytomidae. De wetenschappelijke naam is voor het eerst geldig gepubliceerd in 1893 door Decaux.